# سکوکووو
سکوکووو (به صربی: Skukovo) یک منطقهٔ مسکونی در صربستان است که در نووی پازار واقع شده‌است.